# Pararhabdotis
Pararhabdotis is een geslacht van kevers uit de familie bladsprietkevers (Scarabaeidae). Het geslacht werd voor het eerst wetenschappelijk beschreven in 1899 door Kraatz.

## Soorten
- Pararhabdotis setigera (Schoch, 1897)
- Pararhabdotis siberutensis Jakl & Krajcik, 2006
- Pararhabdotis tubericeps (Krikken, 1980)